# 에번 존스
에번 존스(Evan Jones, 1976년 4월 1일 ~ )는 미국의 배우이다.

## 작품 목록
- 가디언즈 오브 갤럭시 VOL. 2
- 샷 콜러 - 초퍼 역
- 더블 플레이
- 일라이
- 크리미널 스쿼드 - 보 '보스코' 오스트로만 역
- 호텔 아르테미스 - 트로얀 역